# Fantoft stavkirke
Fantoft stavkirke – kościół klepkowy znajdujący się w Bergen (dzielnica Fana), w Norwegii. Obecna budowla jest rekonstrukcją dawnego kościoła, spalonego w 1992 roku.
Pierwotny kościół powstał około 1150 roku, w wiosce Fortun obok Sognefjordu. W XIX wieku, podobnie jak w wielu innych przypadkach, mieszkańcy postanowili go rozebrać, aby wybudować nową, większą świątynię. Stary kościół sprzedano i rozebrano – w 1879 roku kupił go konsul z Bergen Fredrik Georg Gade i kazał go przetransportować na obecne miejsce. Po złożeniu kościoła w 1883 roku zmieniono nieco jego wygląd, głównie dach – dodano nowe elementy, m.in. zdobienia kalenic w kształcie głów smoków. W 1916 roku właścicielem został Jacob Kjone, miłośnik architektury drewnianej.

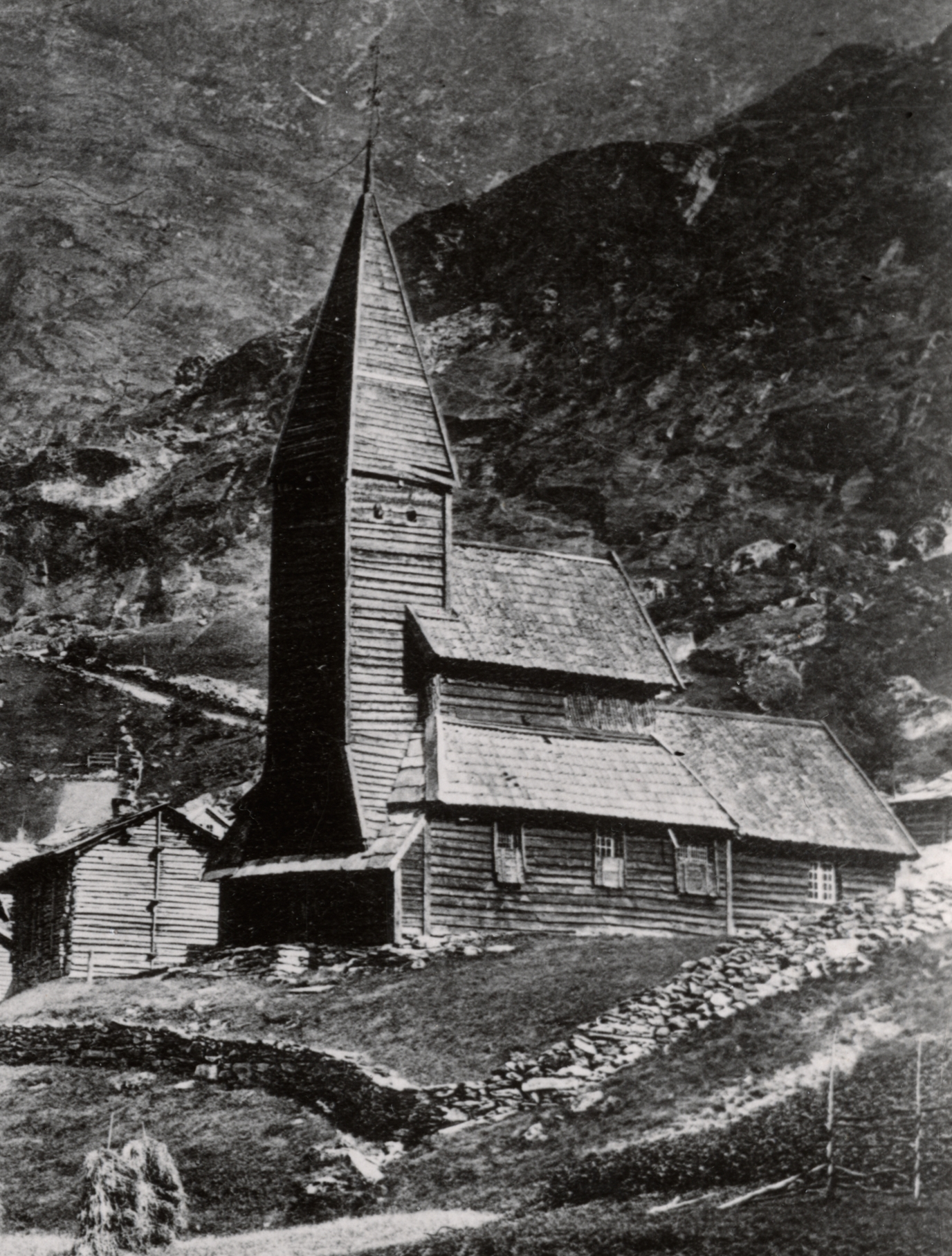
Kościół przed przeniesieniem z wioski Fortun

6 czerwca 1992 roku kościół doszczętnie spłonął – początkowo sądzono, że od uderzenia pioruna lub zwarcia w instalacji elektrycznej. O podpalenie go, jak i kilku innych kościołów oskarżono Varga Vikernesa, muzyka blackmetalowego projektu Burzum, jednakże został uznanym za niewinnego. Fotografia spalonego kościoła znalazła się na okładce płyty Aske, wiele osób uważa, że Vikernes osobiście zrobił to zdjęcie.
Kościół odbudowano (korzystając ze starych rysunków oraz zdjęć) w formie sprzed pożaru i otworzono ponownie w 1997 roku. W większości wykorzystano identyczne materiały budowlane, podobnie jak techniki budowlane. Jedyną pozostałością oryginalnego wyposażenia jest metalowy krzyż, który znaleziono w popiele.